# Пышега (приток Омзы)
Пышега — река в России, течет по территории Лешуконского района Архангельской области. Устье реки находится в 10 км по левому берегу реки Омза. Длина реки составляет 32 км.

## Данные водного реестра
По данным государственного водного реестра России относится к Двинско-Печорскому бассейновому округу, водохозяйственный участок реки — Мезень от истока до водомерного поста у деревни Малонисогорская. Речной бассейн реки — Мезень.
Код объекта в государственном водном реестре — 03030000112103000045371.